# Paul Bùi Van Ðoc

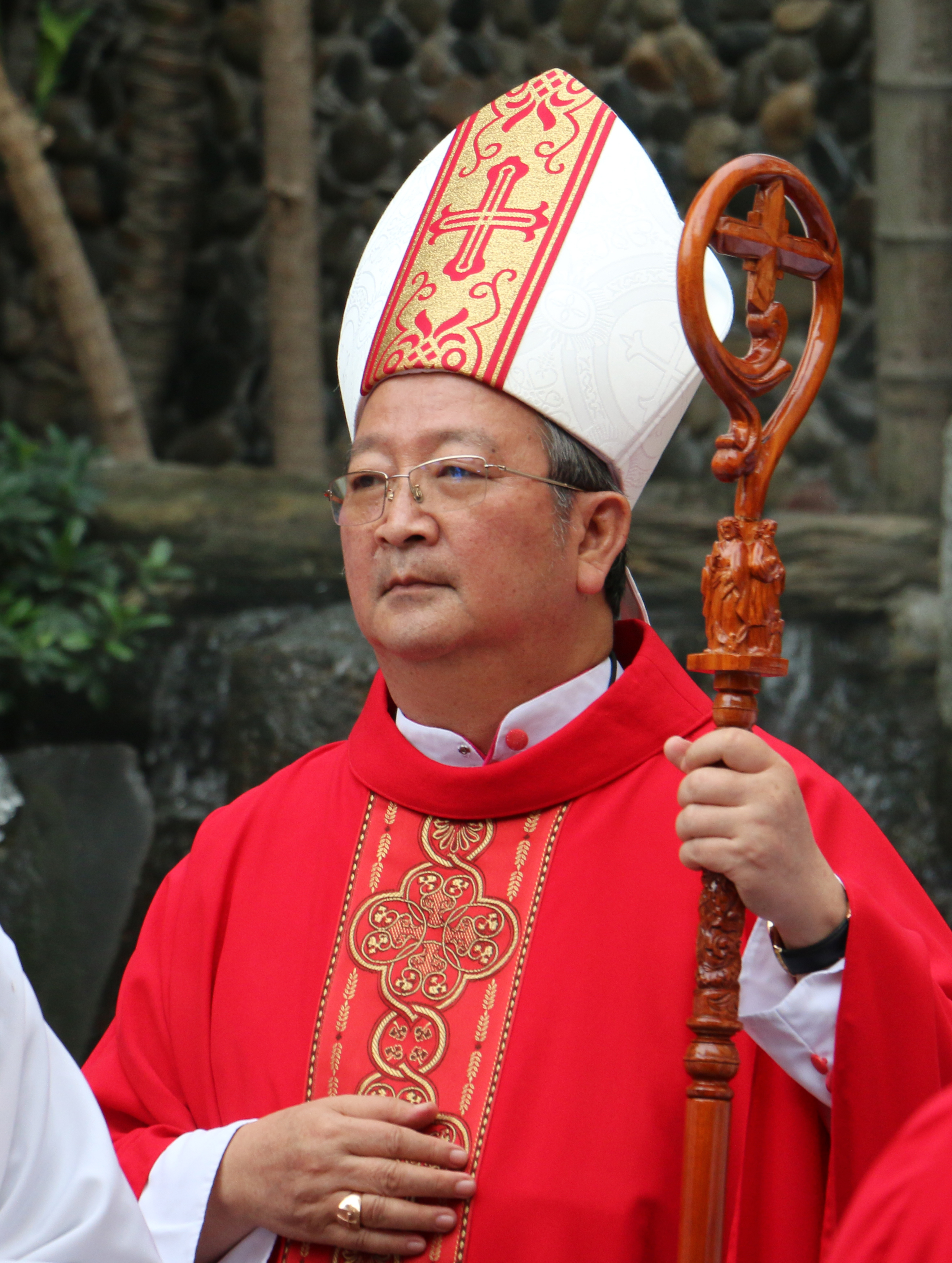
Erzbischof Paul Bùi Van Ðoc bei einer Firmung am 10. Juli 2017 in Ho-Chi-Minh-Stadt

Erzbischofswappen

Paul Bùi Van Ðoc (vietnamesisch: Phaolô Bùi Văn Đọc; * 11. November 1944 in Đà Lạt; † 6. März 2018 in Rom) war ein vietnamesischer Geistlicher und römisch-katholischer Erzbischof von Ho-Chi-Minh-Stadt.

## Leben
Paul Bùi Van Ðoc studierte Philosophie und Theologie am Priesterseminar in Saigon (1956–1963) und an der Päpstlichen Universität Urbaniana in Rom. Er empfing am 17. Dezember 1970 in Đà Lạt die Priesterweihe. 1975 wurde er Rektor des Priesterseminars in Minh Hoá. 1995 erfolgte die Ernennung zum Generalvikar des Bistums Đà.
Papst Johannes Paul II. ernannte ihn am 26. März 1999 zum Bischof von Mỹ Tho. Die Bischofsweihe spendete ihm der Erzbischof von Ho-Chi-Minh-Stadt, Jean-Baptiste Phạm Minh Mẫn, am 20. Mai desselben Jahres; Mitkonsekratoren waren Barthélémy Nguyễn Sơn Lâm PSS, Bischof von Thanh Hóa, und Pierre Nguyễn Văn Nhơn, Bischof von Đà Lạt.
Papst Franziskus ernannte ihn am 28. September 2013 zum Koadjutorerzbischof von Jean-Baptiste Kardinal Phạm Minh Mẫn, dem Erzbischof von Ho-Chi-Minh-Stadt. Nach dessen Rücktritt am 22. März 2014 trat er die Nachfolge an.
Er starb an den Folgen eines Schlaganfalls in Rom, wo er sich während des Ad-limina-Besuchs der vietnamesischen Bischöfe aufhielt.